# كارل وايزنبرغر
كارل ويزنبرغر (29 سبتمبر 1890 - 28 مارس 1952) كان جنرالًا ألمانيًا خلال الحرب العالمية الثانية. حصل على صليب الفارس للصليب الحديدي لألمانيا النازية.

## الجوائز
- وسام الفارس الصليبي الحديدي في 29 يونيو 1940 كجينيرال لوتنانت وقائد عام لفرقة المشاة 71 [1]